# Ng Moon Hing
Datuk Ng Moon Hing, P.J.N.

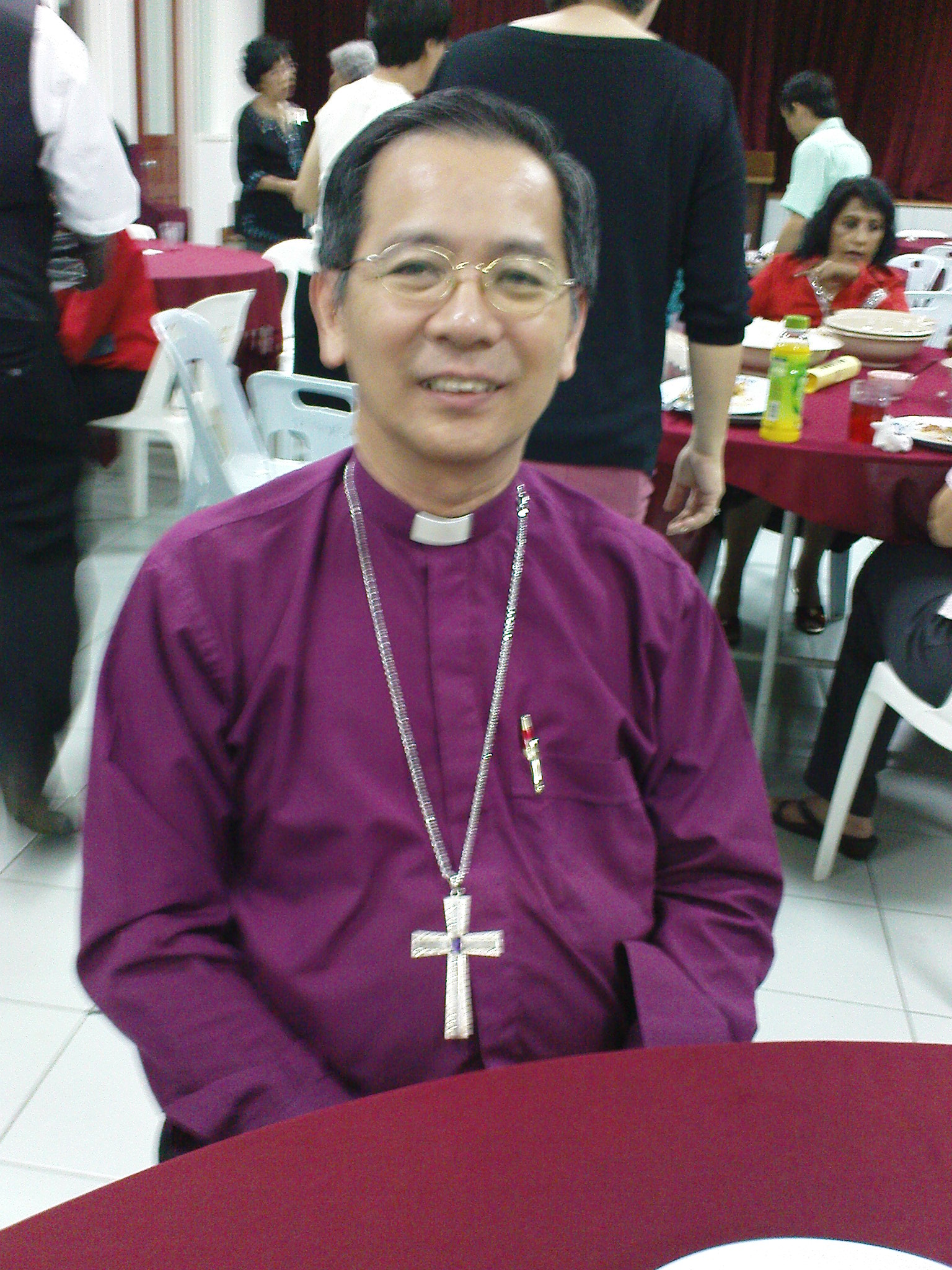
Bischof Datuk Ng Moon Hing

(chinesisch 黃滿興, Pinyin Huáng Mǎnxīng; * 12. November 1955, Ipoh, Perak, Föderation Malaya) ist der anglikanische Bischof von West Malaysia. Bis Februar 2020 diente er auch als Erzbischof der Church of the Province of South East Asia.

## Leben
Ng wurde am 12. November 1955 in der Stadt Ipoh, Perak, Föderation Malaya, geboren. Er studierte Civil Engineering an der Monash University, Australien, wo er einen Bachelor erhielt und 1978 graduierte. Danach arbeitete er als Bauingenieur und war beim Bau der Lumut Naval Base und bei mehreren Brücken in Malaysia beteiligt.
Inzwischen begann er sich für den christlichen Dienst auszubilden und 1985 graduierte er mit einem Bachelor of Divinity am Seminari Teologi Malaysia (STM). Er wurde im Juni desselben Jahres als Diakon ordiniert. In der Folge wurde er zum Priester ordiniert (Februar 1986). Einen Master of Divinity des STM erhielt er 1989.
1991 wurde Ng als Vicar der St. Peter’s Church, Ipoh, eingesetzt. 1996 wurde er als canon berufen (collated) an die St. Mary’s Cathedral, Kuala Lumpur, und 2001 wurde er zum Archdeacon der Lower North Archdeaconry ernannt.
Am 5. Mai 2007 wurde Ng in seiner Kathedrale in Kuala Lumpur zum Bischof geweiht. Er ist der 4. Bischof von West Malaysia, in Nachfolge von Bischof Tan Sri Datuk Dr. Lim Cheng Ean. Konsekrator war der damalige Erzbischof von South East Asia Dr. John Chew, der Bishop of Singapore. Rowan Williams, der damalige Erzbischof von Canterbury, zählte ebenfalls zu seinen Konsekratoren.
Ng war von 2009 bis 2012 Vorsitzender der Christian Federation of Malaysia (CFM). 2011 wurde er ausgezeichnet als Knight Commander of the Distinguished Order of Service for the State (Panglima Jasa Negara, PJN) durch den Yang di-Pertuan Agong. Damit wurde ihm das Recht verliehen, den Titel Datuk zu führen.
Am 2. September 2015 wurde Ng als 5. Erzbischof der Church of the Province of South East Asia gewählt durch eine Außerordentliche Vollversammlung (Extraordinary General Meeting) der Synode in Sandakan, Sabah, Malaysia. Seither wird er angeredet als Most Reverend. Er begann seine vierjährige Amtszeit am 22. Februar 2016 in Nachfolge von Erzbischof Bolly Lapok. Die Amtszeit endete im Februar 2020. Er war weiterhin Bischof von West Malaysia bis zu seiner Pensionierung im November 2020.
Ngs Memoiren From Village to Village erzählt von seinen Erfahrungen, die er in fünfzehn Jahren gemacht hat, als er die Anglican Village Ministries (AVM) 1993 gegründet hatte.